# Tobias Güttner
Tobias Güttner (* 17. August 1982 in Bochum) ist ein ehemaliger deutscher Eishockeytorwart, der zuletzt zwischen 2011 und 2015 beim EHC 80 Nürnberg in der Bayernliga spielte.

## Karriere
Der 1,86 m große Torwart begann seine professionelle Karriere 1999 bei den Nürnberg Ice Tigers in der DEL. Dort übernahm Güttner allerdings nur die Rolle des Ersatztorwarts hinter Petr Franěk und bekam dementsprechend wenig Spielzeit. In den insgesamt fünf Jahren, die der Torhüter in Nürnberg verbrachte, absolvierte er lediglich neun Partien.
Nachdem der Rechtsfänger die Saison 2004/05 aussetzte, wechselte er zur Spielzeit 2005/06 zu den Hamburg Freezers. Auch hier konnte sich der gebürtige Bochumer nach einer starken ersten Saisonhälfte nicht durchsetzen und spielte in der Folgezeit für einige Teams aus der Oberliga, wie beispielsweise für die Stuttgart Wizards und den EV Ravensburg. Tobias Güttner ging in der Saison 2008/09 für die Freezers aufs Eis, bekam aber nach Saisonende keine Vertragsverlängerung. Ende Januar 2010 wechselte er zu den Eispiraten Crimmitschau, für die er bis 2011 spielte. Anschließend ging Güttner zum EHC 80 Nürnberg aus der Eishockey-Regionalliga.

## DEL-Statistik
(Legende zur Torhüterstatistik: GP oder Sp = Spiele insgesamt; W oder S = Siege; L oder N = Niederlagen; T oder U oder OT = Unentschieden oder Overtime- bzw. Shootout-Niederlage; Min. = Minuten; SOG oder SaT = Schüsse aufs Tor; GA oder GT = Gegentore; SO = Shutouts; GAA oder GTS = Gegentorschnitt; Sv% oder SVS% = Fangquote; EN = Empty Net Goal; 1 Play-downs/Relegation; Kursiv: Statistik nicht vollständig)
(Stand: Ende der Saison 2008/09)